# ژان-پیر وایسگربر
ژان-پیر وایسگربر (آلمانی: Jean-Pierre Weisgerber; ۲۸ مارس ۱۹۰۵ – ۴ آوریل ۱۹۹۴) بازیکن فوتبال اهل لوکزامبورگ بود.
وی همچنین در تیم ملی فوتبال لوکزامبورگ بازی کرده‌است.